# Foetus
Foetus – główny szyld, pod jakim nagrywa James George Thirlwell (ur. 29 stycznia 1960 w Melbourne), australijski artysta związany z Nowym Jorkiem (gdzie mieszka od lat) i tamtejszą sceną no wave. Kojarzony jest przede wszystkim z muzyką industrialną, jednakże zaszufladkowanie jego twórczości w ten sposób jest nieprecyzyjne ze względu na mnogość łączonych stylów. Foetus odbiega od pojęcia zespołu industrialnego jako takiego. W muzyce Thirlwella zawiera się post punk, klasyczny industrial, rock industrialny, punk rock, big band jazz, swing, muzyka współczesna, amerykański folk, muzyka kubańska, afrykańska czy muzyka filmowa.
Foetus jest jednoosobowym zespołem, Thirlwell jest jego kompozytorem, instrumentalistą, autorem tekstów i wokalistą. Od 1981 roku nazwa przechodziła różne mutacje: Scraping Foetus Off the Wheel, Foetus Interruptus, You've Got Foetus on Your Breath, Foetus Corruptus, Foetus Under Glass, Foetus Art Terrorism, Philip and His Foetus Vibrations, Foetus Uber Frisco, Foetus Over Frisco, The Foetus of Excellence, Foetus Inc., Foetus in Excelsis Corruptus Deluxe, The Foetus All Nude Revue, Foetus in Your Bed. Od roku 1995, wraz z albumem „Gash”, uległa skróceniu do samego słowa „Foetus”. Wszystkie tytuły albumów to czteroliterowe, jednosylabowe wyrazy.
J. G. Thirlwell działa, bądź działał również pod pseudonimami: Clint Ruin, Frank Want, Phillip Toss, Manorexia czy DJ OTEFSU. Współpracował z Nickiem Cave'em, Markiem Almondem, Lydią Lunch, Jarboe, Nurse With Wound, Sonic Youth. Pomógł Einstürzende Neubauten skompilować składankę „Strategies Against Architecture” i wydać ją w wytwórni płytowej Mute Records. Z Jimem Colemanem (Phylr) tworzy elektroniczny kolektyw Baby Zizanie, z perkusistą Swans, Roli Mossimanem - zespół Wiseblood i Young Gods. Jako Steroid Maximus nagrywa dla wytwórni Mike’a Pattona, Ipecac. Komponował utwory dla Kronos Quartet i Bang on a Can. Remiksował takich artystów, jak Current 93, Danzig, Nine Inch Nails, Marylin Manson, Pop Will Eat Itself, Red Hot Chili Peppers, Jon Spencer Blues Explosion, The The, Voivod i in.
Thirlwell odpowiada również za ścieżkę dźwiękową do amerykańskiego serialu animowanego The Venture Bros. emitowanego w telewizji [adult swim]. 24 marca 2009 ukazał się album zatytułowany The Venture Bros.: The Music of JG Thirlwell.